# Microsoft Photo Editor
Microsoft Photo Editor 是原本包含于Microsoft Office 97–XP版本中的图形编辑软件，该软件目前已被Microsoft Office图片管理器所取代，不过Photo Editor的某些功能并未包含在图片管理器中。
该程序可用于进行位图图形编辑，并包含材质、负片、Gamma控制、GIF透明等功能。该软件基于Media Cybernetics公司的HALO Desktop Imager开发而来。
老版本的Microsoft Photo Editor，包括Office 2000中内建的该工具，还可在保存文件时擦除来自数码相机的JPEG文件中的元数据，同时，Office 2000版本中的该工具在保存BMP文件时，无论通过程序的界面设置了怎样的分辨率（DPI），都会将元数据的分辨率设置成0×0。

## 参阅
- 位图图像编辑器列表（英语：List of raster graphics editors）
- 位图图像编辑器比较（英语：Comparison of raster graphics editors）